# Quân đội Syria Tự do

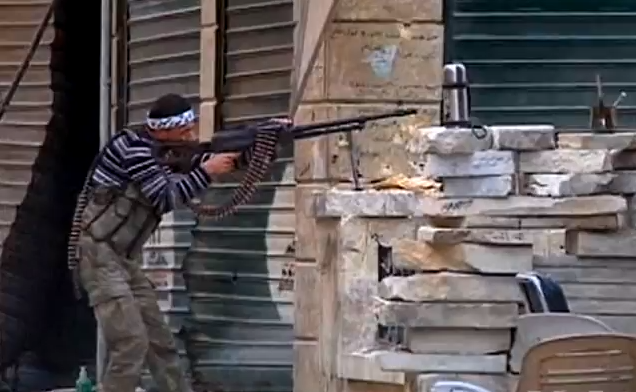
Một thành viên của FSA đang chiến đấu

Lực lượng Quân đội Syria Tự do hay Lực lượng Quân đội Tự do Syria tên giao dịch tiếng Anh: Free Syrian Army viết tắt là: FSA, tiếng Ả rập: (tiếng Ả rập: الجيش السوري الحر, al-jayš as-suri al-ħurr) là một tổ chức vũ trang tập hợp những binh sĩ đào tẩu và những người dân thường tình nguyện có mục đích lật đổ chế độ chuyên chế tại Syria bằng con đường bạo lực trong cuộc Nổi dậy ở Syria 2011–2012, do đại tá Riad Assad làm Tư lệnh, quy mô ban đầu của lực lượng dưới quyền ông khoảng 15.000 người. Tổ chức này đặt dưới sự bảo trợ của Liên đoàn Ả rập.

## Một số hoạt động
FSA hoạt động chủ yếu thông qua các hoạt động vũ trang như tấn công các trạm kiểm soát hoặc căn cứ quân sự của chính quyền Syria và, ở một quy mô hạn chế hơn, là các hoạt động phá hoại như đánh bom xe các tòa nhà của chính phủ Syria. Binh sĩ FSA ngày càng táo bạo hơn, họ tăng cường tấn công các điểm an ninh và các cơ sở tình báo.
Chỉ huy FSA là Thiếu tá Maher Ismail al Naimi, phát biểu trước khi xảy ra cuộc đụng độ ngày 15 tháng 12 năm 2011 khiến 27 người thiệt mạng rằng quân nổi dậy hoàn toàn hợp lý khi tấn công vào lực lượng quân chính phủ "Bất kì ai cầm súng chống lại thường dân, kể cả kẻ thù, lực lượng an ninh thì chúng tôi sẽ đáp trả lại bằng mọi sức lực của mình".
Tại một điểm kiểm soát ở tỉnh Idleb ở tây bắc Syria, FSA đã tổ chức tấn công và giết bảy lính chính phủ.
Chính phủ Syria vẫn tiếp tục đẩy mạnh các chiến dịch truy quét quân nổi dậy ở thành phố Hama, thành phố điểm nóng chống chính phủ. Ngày 20 tháng 3 năm 2012, xe tăng của quân chính phủ đã oanh tạc các quận chính ở Hama nhằm truy quét các tay súng thuộc Quân đội Syria Tự do- lực lượng đã nối lại các chiến dịch tại thành phố này. Tại khu vực ngoại ô Douma của thủ đô Damascus, lực lượng nổi dậy đã buộc phải thả Tướng quân đội Naeem Khalil Odeh để đổi lấy việc trao trả một số tù nhân và 14 thi thể các thành viên phe đối lập bị cảnh sát bắt giữ.
Đến ngày 24 tháng 3 năm 2012 người đứng đầu lực lượng nổi dậy quân đội Syria tự do, Đại tá Riad Al-Asaad thông báo thành lập hội đồng quân sự mới trong đó tập hợp tất cả các thủ lĩnh quân nổi dậy, nhân vật đào ngũ cấp cao nhất của quân đội Syria là Tướng Mustafa Al-Sheikh. Phe chống đối ở Syria tuyên bố thành lập Hội đồng Quân sự để quy tụ 2 lực lượng vũ trang lớn Quân đội Syria tự do và nhóm quân sự do tướng Moustapha al-Cheikh lãnh đạo. Đây là bước tiến mới nhằm giải quyết tình trạng chia rẽ giữa các nhóm chống chính quyền. Chủ tịch Hội đồng Quân sự là ông al-Cheikh nhưng đại tá Riad Assaad, người đứng đầu FSA sẽ chỉ huy các chiến dịch.
Đến ngày 22 tháng 9 năm 2012, đội quân này đã loan báo việc dời Tổng hành dinh từ Thổ Nhĩ Kỳ sang Syria nơi các chiến binh đang cố gắng mở rộng vùng kiểm soát trước quân chính phủ.
| “                | Chúng tôi thông báo một tin vui cho dân tộc Syria tự do và anh dũng, là Tổng hành dinh Quân đội Syria Tự do đã được dời về vùng giải phóng | ” |
| — Riad Al Assaad | |   |

Năm 2013, lực lượng này tham gia vào nhiều trận giao tranh trong cuộc nội chiến Syria.

## Tài trợ
Ảrập Xêút và các quốc gia Vùng Vịnh khác đã thiết lập quỹ trị giá nhiều triệu USD để tài trợ cho các thành viên của lực lượng đối lập Quân đội Syria Tự do, cũng như những binh sĩ đã gia nhập hàng ngũ chống lại chính quyền của Tổng thống Bashar al-Assad. Đặc biệt, theo hãng AP thì Ảrập Xêút đã gửi "thiết bị quân sự" cho Quân đội Syria Tự do qua Jordan trong một nỗ lực "để ngăn chặn đổ máu" do chế độ của Tổng thống Bashar Al-Assad và Quân đội Syria Tự do được cho là đã nhận vũ khí từ một số quốc gia Ả rập. Các quốc gia Vùng Vịnh sẽ thanh toán tiền lương cho các tay súng của phe nổi dậy là Quân đội Syria tự do và tiền sẽ được trả qua Hội đồng Dân tộc Syria.

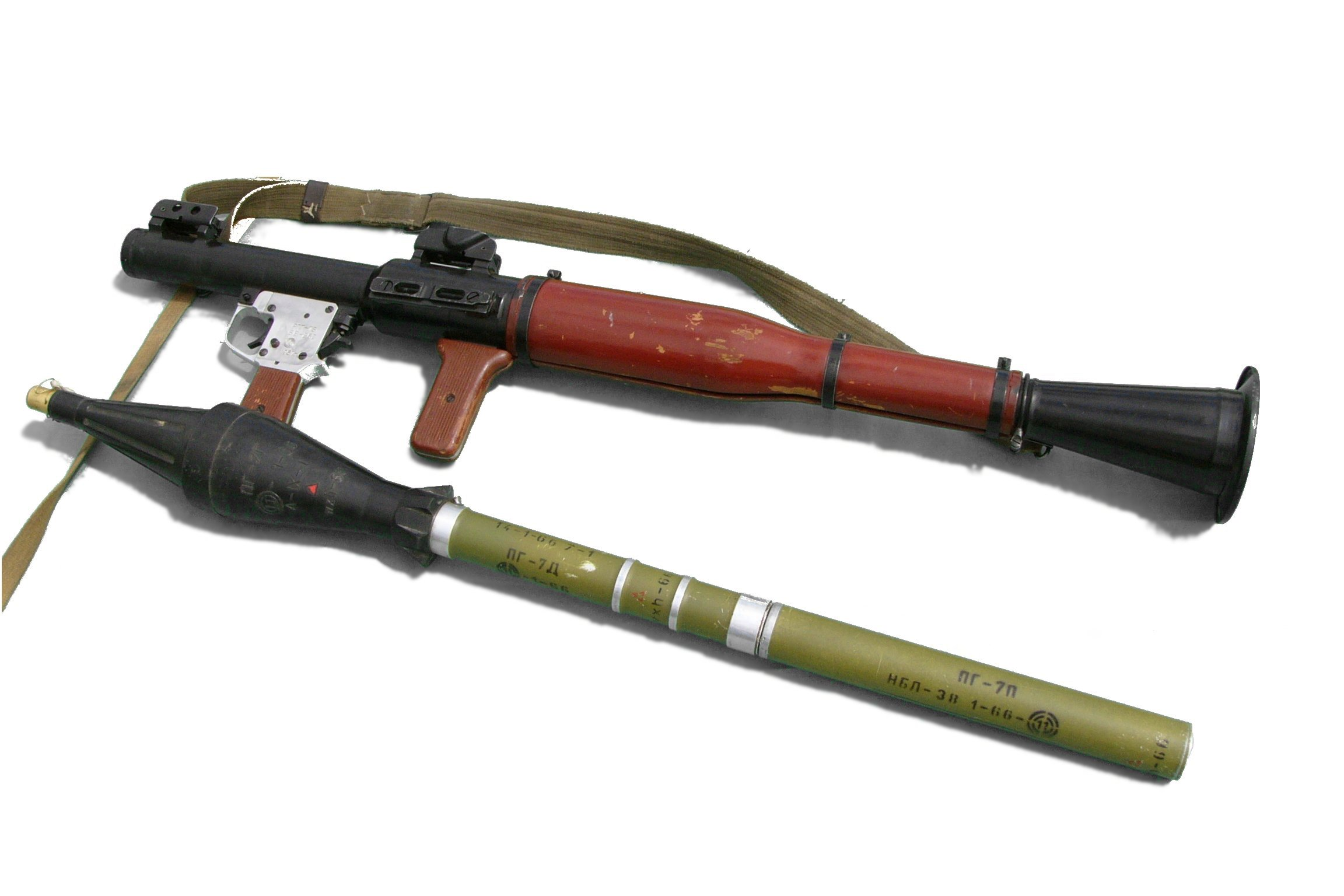
Vũ khí của Quân đội Tự do Syria

Các quan chức Anh cho biết Anh sẽ tăng gấp đôi viện trợ phi quân sự cho phe đối lập của Tổng thống Syria Bashar al-Assad và mở rộng quy mô viện trợ sang cả trang thiết bị, có thể cả điện thoại được bảo mật để giúp các nhà hoạt động liên lạc dễ dàng hơn mà không sợ bị phát hiện hoặc bị tấn công. chính phủ Anh sẽ tung ra đợt viện trợ mới trị giá 500.000 bảng (800.000 USD) ngoài 450.000 bảng đã hỗ trợ trước đó. Giới chức Anh khẳng định họ không thay đổi trong lập trường phản đối việc vũ trang cho quân nổi dậy và không có quan hệ với quân Syria tự do.
Tiếp đến, Mỹ và Thổ Nhĩ Kỳ vừa đạt được thỏa thuận hỗ trợ phi quân sự cho lực lượng chống đối chính phủ tại Syria. nhiều báo cáo tin cậy cũng cho biết rằng các lực lượng đặc nhiệm của Anh và Pháp đã thâm nhập và đang hoạt động bí mật ở Syria, bên cạnh các lực lượng lính đánh thuê đến từ Libya, Iraq và Liban. Những nguồn cung cấp vũ khí lớn khác cũng tìm cách tuồn vào Syria từ các tuyến đường khác nhau, chủ yếu đến từ các đồng minh của NATO như Israel và Thổ Nhĩ Kỳ.